# Анти-Дюрінг
Переворот науки пана Ойґена Дюрінґа (нім. Herrn Eugen Dührings Umwälzung der Wissenschaft), загальновідома як А́нти-Дю́рінг — книга написана німецькою Фрідріхом Енґельсом, опублікована 1878. 

## Історія
Попередньо публікувалась частинами у періодиці. За життя автора видавалася двічі. Перший переклад англійською 1907 року, російською — 1905.

## Вплив
Цей твір користувався значним авторитетом в радянські часи, як один із основоположних творів діалектичного матеріалізму. Книга складається з трьох частин — філософії, політекономії і соціалізму. 
У філософській частині Ф. Енгельс протиставляє ідеалістичну філософію матеріалістичній з визнанням переваги за останньою, що високо оцінив В. І. Ленін написавши: 
| «Всю боротьбу з Дюрінгом Енгельс провів цілком під лозунгом послідовного проведення матеріалізму, обвинувачуючи матеріаліста Дюрінга за словесне засмічення суті справи, за фразу, за прийоми міркування, які виражають собою поступку ідеалізмові, перехід на позицію ідеалізму. Або послідовний до кінця матеріалізм, або брехня і плутанина філософського ідеалізму, — ось та постановка питання, яка дана в кожному параграфі „Анти-Дюрінга“…» | 
У другій частині Енгельс розглядає та розвиває основні положення економічного вчення Маркса, викриває справжні причини розколу суспільства на класи, які на думку автора, полягають у способі виробництва матеріальних благ, зростанні продуктивності і спеціалізації суспільної праці, виникненні приватної власності на знаряддя і засоби виробництва.
Третя частина присвячена соціалізму, який автор вважає доконечним результатом розвитку суспільства, неминучим наслідком класової боротьби. 
| «Примушуючи все більше і більше обертати в державну власність великі усуспільнені засоби виробництва, капіталізм сам показує шлях до вчинення цього перевороту. Пролетаріат бере державну владу і перетворює засоби виробництва насамперед у державну власність» |
Офіційна радянська наука розглядала «Анти-Дюрінг» як «зразок партійної критики світогляду, ворожого робітничому класові», та одне з «…джерел пізнання революційної теорії марксизму». За роки Радянської влади «Анти-Дюрінг» вийшов в СРСР 62 виданнями, загальним тиражем 2 452 тис. примірників. Українською мовою ця праця вийшла вперше у 1932 році.